# 細勝寺
細勝寺（さいしょうじ）は、高知県南国市田村乙にある日蓮宗の寺院。山号を天髙山、院号を妙國院と称する。本尊は十界曼荼羅。旧本山は京都頂妙寺。達師法縁。

## 歴史
文亀元年（1502年）土佐国守護代であった細川勝益が初代守護代で曾祖父頼益の追善のために、京都頂妙寺の僧日祝を迎え、当時の土佐国政治の中心であった田村城の一角に創建した。当初は頼益の院号から取り「桂昌寺」と称した。現在でも境内には頼益の墓がある。
天正18年（1590年）戦国時代に入り、次第に細川家の権力は失墜し土佐は長宗我部氏によって統治される。長宗我部元親より寺域を与えられ浦戸に居城を構え、鬼門鎮護のために種崎に一寺を建立した。以後種崎と田村に桂昌寺がわかれ、田村には別当がおかれた。
寛永19年（1642年）別当職を廃止し専任住職を置く。これより種崎と田村は分立する。
延宝2年（1674年）四代目土佐藩主山内豊昌が境内地に御殿を建立、後に下賜される。
貞享2年（1685年）将軍徳川綱吉の母堂桂昌院に名が触れるのを憚り、寺号を「細勝寺」と改める。開基である細川勝益に由来する。
平成14年（2002年）隣接していた高知龍馬空港の滑走路拡張工事により移転をする。同年5月には落慶法要を奉行。
平成24年（2012年）開山妙國院日祝500遠忌。

## 文化財

### 南国市保護有形文化財
- 鰐口（永享4年銘、青銅または唐金製、平成7年4月指定）
- 曼荼羅本尊版木（文禄2年銘、平成7年4月指定）

## その他
- 現在の建物は平成14年に高知龍馬空港滑走路拡張工事に伴い移転落成したものである。旧地は高知県南国市田村乙571番地1。
- 土佐国初代守護代細川頼益の墓がある。
- 本堂南には観音堂を構え、聖観世音菩薩を祀る。江戸時代頃に定められた「土佐西国三十三観音霊場」の第14番札所に数えられ、三十三中唯一の日蓮宗寺院である。かつては巡拝がさかんに行われていたが、廃仏毀釈の後に衰退。以後地元住民らにより信仰される。
- 境内に稲荷堂を構え、最上稲荷を祀る。農耕の地であり近隣には農家が多いことから、27世日弘が五穀豊穣を祈り勧請した。
- 令和元年（2019年）南国市と隣接する香南市の境界を流れる物部川の水難者追善のための供養塔が境内に移設される。平成30年（2018年）に発生した西日本豪雨により物部川堤防が決壊に伴う修復のためである。昭和37年（1962年）に地元住民有志で田村流れ供養団が結成され毎年施餓鬼供養が行われている。

## 交通アクセス
- 高知龍馬空港より車で5分
- 高知東部自動車道高知龍馬空港ICより車で3分
- 高知自動車道南国ICより車で30分
- 土佐くろしお鉄道ごめん・なはり線立田駅より徒歩25分
- 四国旅客鉄道（JR四国）土讃線後免駅より車で15分
- はりまや橋より車で25分